# Los Llanos, Charo
Los Llanos är en ort i Mexiko.   Den ligger i kommunen Charo och delstaten Michoacán de Ocampo, i den södra delen av landet, 190 km väster om huvudstaden Mexico City. Los Llanos ligger 1 963 meter över havet och antalet invånare är 275.
Terrängen runt Los Llanos är varierad, och sluttar söderut. Runt Los Llanos är det glesbefolkat, med 8 invånare per kvadratkilometer. Närmaste större samhälle är Indaparapeo, 18,4 km norr om Los Llanos. I omgivningarna runt Los Llanos växer huvudsakligen savannskog.